# Krzyżanowice (gromada w powiecie iłżeckim)
Krzyżanowice – dawna gromada, czyli najmniejsza jednostka podziału terytorialnego Polskiej Rzeczypospolitej Ludowej w latach 1954–1972.
Gromady, z gromadzkimi radami narodowymi (GRN) jako organami władzy najniższego stopnia na wsi, funkcjonowały od reformy reorganizującej administrację wiejską przeprowadzonej jesienią 1954 do momentu ich zniesienia z dniem 1 stycznia 1973, tym samym wypierając organizację gminną w latach 1954–1972.
Gromadę Krzyżanowice siedzibą GRN w Krzyżanowicach utworzono – jako jedną z 8759 gromad na obszarze Polski – w powiecie iłżeckim w woj. kieleckim, na mocy uchwały nr 13k/54 WRN w Kielcach z dnia 29 września 1954. W skład jednostki weszły obszary dotychczasowych gromad Krzyżanowice, Gaworzyna i Jedlanka Stara oraz część gruntów z dotychczasowej gromady Jedlanka Nowa i część południowa dotychczasowej gromady Płudnica ze zniesionej gminy Krzyżanowice w tymże powiecie. Dla gromady ustalono 20 członków gromadzkiej rady narodowej.
31 grudnia 1959 z gromady Krzyżanowice wyłączono wsie Jedlanka Stara, Jedlanka Nowa, Malenie i Nowosiółka oraz kolonie Jedlanka Wandzin, Wesołówka i Jedlanka włączając je do gromady Chwałowice.
31 grudnia 1961 do gromady Krzyżanowice przyłączono obszar zniesionej gromady Pakosław oraz główną część (bez wsi Bujak) obszaru zniesionej gromady Alojzów.
31 grudnia 1962 do gromady Krzyżanowice przyłączono z powrotem wsie Jedlanka Stara, Jedlanka Nowa, Maleniec i Nowosiółka oraz kolonie Jedlanka Wandzin, Wesołówka i Jedlanka z gromady Chwałowice.
Gromada przetrwała do końca 1972 roku, czyli do kolejnej reformy gminnej.